# بهاء الدين النقشبند
محمد بهاء الدين النقشبندي الحسيني الأويسي البخاري المعروف بـشاه نقشبند، شيخ الطريقة التي أخذت اسمها من اسمه فأصبحت تُعرف بعده بالطريقة النقشبندية.

## سيرته
ولد محمد بهاء الدين شاه نقشبند سنة 717هـ، الموافقة 1317م في قصر هندوان، والتي سميت فيما بعد بقصر العارفان، وهي قرية في أوزباكستان بالقرب من بخارى، وأنَّ محمَّد بابا السماسي بَشَّر مريديه بظهوره قبل ولادته، وبعد ولادته ببضع سنوات، ما لبث أن جاء به جده إليه فأوكله إلى الشيخ الأمير كلال لتربيته. فبعد أن تلقى العلوم الشرعية صحب الشيخ محمد بابا السماسي، وكان في الثامنة عشرة من عمره. وبعد وفاة السماسي صحب الشيخ كلال الذي اعتنى به ورباه.
كان زاهداً متقشفاً حريصاً على الكسب الحلال، وكان يأكل خبز الشعير الذي يَزرعه بنفسه. وكان يلبس جُبّة من الصوف. وكان محباً للفقراء؛ يصنع لهم الطعام بيده ويخدمهم ويواسيهم. ولذلك أحبه الجميع واعترفوا بفضله.
بعد إتمام التربية على يد الشيخ الأمير كلال، أخذ شاه نقشبند يزور الصالحين ويستفيد من أحوالهم، فحجَّ ثلاث مرات ثم أقام بمرو وبخارى، ثم عاد أخيراً إلى بلدته قصر عارفان ليستقر فيها، فقدم إليه المريدون من كلِّ مكان، وأصبح يبثُّ من العلوم الغيبية والأسرار الوهبية، والمعارف الأحدية، والفيوضات المحمدية، ما لا يحيط به محيط.
يقول الإمام شاه نقشبند في وصف رحلته الروحية، إنه تلقى من روحانية الشيخ عبد الخالق الغجدواني، بعد أن أوصله الأمير كلال على قدر طاقته. والشيخ الغجدواني توفي قبل بهاء الدين بسنين طويلة، فهذا هو السبب في كونه أويسيَّ المشرب، لذلك يقال له: محمد الأويسي.
ربى الشيخ بهاء الدين عشرات الألوف من المريدين، وقد وصل بعضهم درجة الإجازة المطلقة، وقد اجتازوا درجات البقاء بعد الفناء. وكان مريدو الأمير كلال إذا اجتمعوا يذكرون بالذكر الجهري، وإذا انفردوا يذكرون بالذكر الخفي، لكن شاه نقشبند اقتصر على الذكر الخفي لأنه أقوى وأولى. فأصبح الذكر الخفي من أهم ما يميز الطريقة النقشبندية عن سواها من الطرق الصوفية.
ترك الشيخ بهاء الدين عدداً من الكتب، أهمها: الأوراد البهائية، وقد قام أتباعه بشرحها وتسميتها "منبع الأسرار"، وقام مريده حمزة بن شمشاد بترتيبها حسب الحروف وبشرح ما أشكل منها. وله أيضاً كتاب تنبيه الغافلين، وكتاب سلك الأنوار، وكتاب هدية السالكين وتحفة الطالبين، وله صلوات على رسول الله صلَّى اللهُ عليهِ وسلَّم منها هذه الصيغة التي درج النقشبندية على قرائتها: «اللهم أنت الملك الحي القيوم، الحق المبين. اللهم إنا نسألك أن تصلي على سيدنا محمد نبراس الأنبياء، ونيّر الأولياء، وزبرقان[125] الأصفياء، وضياء الخافقين".
وقد أسس شاه نقشبند  طريقته على أصول الإسلام الحنيف، وكان شديد الحرص على التمسك بالسنّة النبوية المطهرة؛ وعندما سُئل: بماذا يصل العبد في طريقكم؟ قال: بمتابعة سنة رسول الله صلَّى اللهُ عليهِ وسلَّم؛ إن طريقنا من النوادر وهي العروة الوثقى، وما هي إلا التمسك بأذيال متابعة السنّة السَنية واقتفاء آثار الصحابة الكرام.

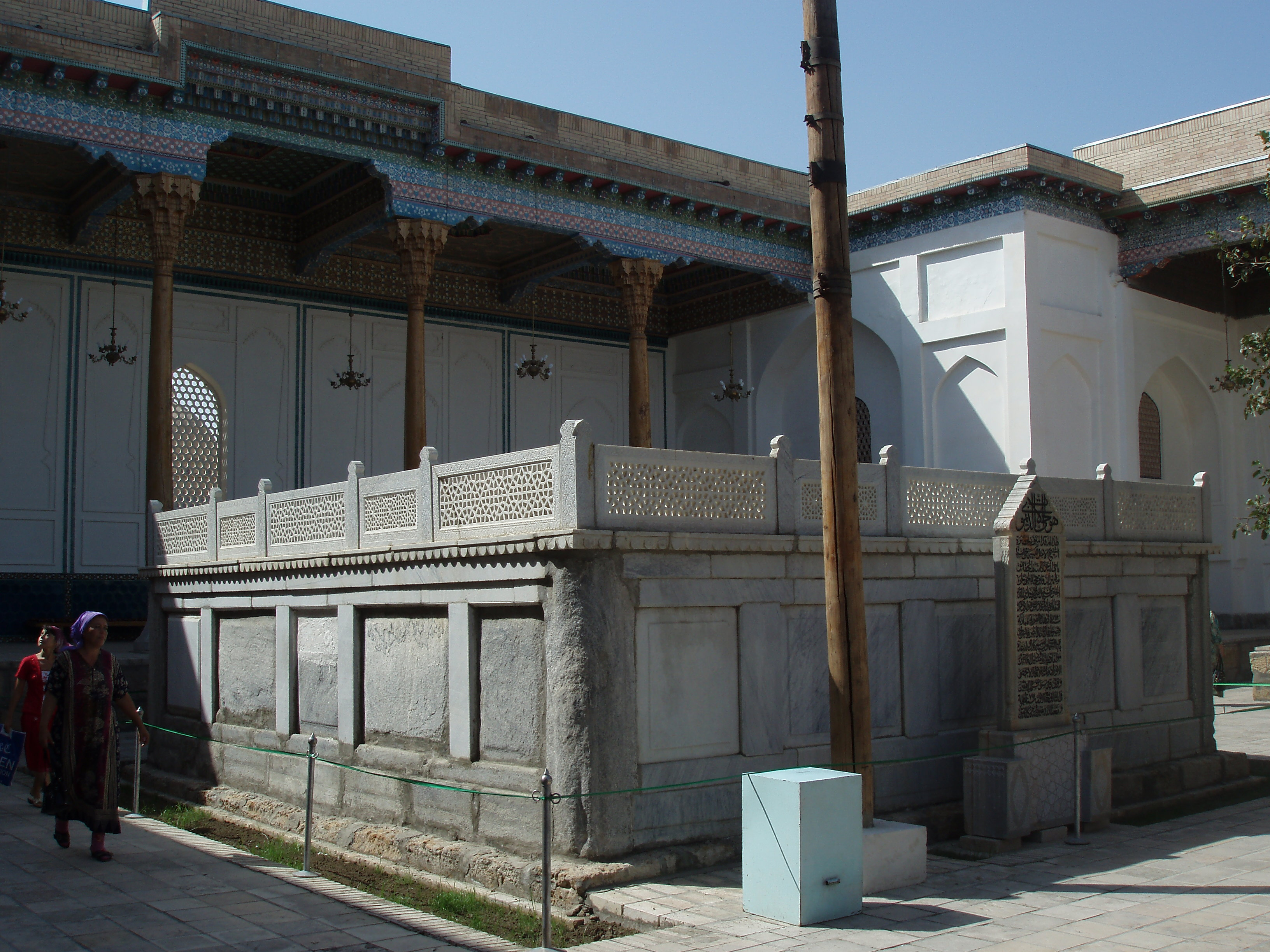
ضريح الشيخ بهاء الدين النقشبندي في بخارى ـ أوزبكستان

## علومه
وفي كتاب الحدائق الوردية عشرات من أسماء مريديه وأخبار عشرات من خلفائه، وجاء فيها: وله خلفاء كنجوم السماء. وفي كتاب «القدسية» المطبوع والمحقق من قبل السيد أحمد طاهر العراقي إشارة إلى المراجع المخطوطة للنقشبندية وهو مزين بصورة ضريح النقشبند الذي يقول المستشرق الدانيماركي الوفسين وكان في بخارى في اعوام 1896 ـ 1899: « ان ضريح بهاء الدين هو في ركن من بستان مليئ باشجار كثيرة من التوت والمشمش وجانباه جامع ويزار».
وقال ارمينوس وهو أيضا في القرن التاسع عشر، ومستشرق مجري: «يتوافد على ضريحه على الدوام خلق كثير، حتى من الصين ومن عادة اهل بخارى انهم يزورونه يوم الأربعاء ومنهم من يظل يصلى الليل كله في جامعه وان جانب المرقد مسجد وخانقاه».
جاء في كتاب الحدائق الوردية و (الأنوار القدسية) وهي نفس الحدائق: « عندما توفي بهاء الدين دفن في بستان له وبنيت قبة وجامع في جانبه وقف الملوك والعظماء كثيرا من الأملاك عليها».
قال كاتب ومحقق القدسية: « لبهاء الدين النقشبند عدا الرسالة القدسية، رسائل أخرى توجد في مكتبات العالم كالاوراد البهية، والورد الصغير، والاوراد البهائية وهي مشروحة وكذلك رسالة الوارادت وتوجد نسخة منها في ايا صوفيا وكذلك كتاب "دليل العاشقين" ورسالة الحياة وهي نصائح».
كلمة النقشبند: تساءل كثيرون عن معنى هذه الكلمة وهي نقشبند وليست «نقشبندي» وهي كلمة فارسية معناها«الناقش» كالمصور ويستعمل للحفر في الحجر والشجر يقال«النقاش» لمن صور باليد، وكلمة النقش عربية ويقال «العلم في الصغر كالنقش في الحجر».
وقيل ان اجداده كانوا نقاشين وهو غير صحيح فلو كان ذلك صحيحا لكان اسم بهاء الدين نقشبنديا وليس بنقشبند.

وانه شخصيا طول حياته لم يسلك عملا غير السلوك الصوفي. فالمعنى متوجه إلى المعنويات أي كان بهاء الدين نقاش القلوب وقد رسخ نقش«الله» في قلبه وقلوب مريديه ونهجه كما هو واضح، عمل للمذكور ليكون في قلبه. يقول الشاعر النقشبندي: 
وقال بعضهم: النقشبند قرية في (بخارا) وبهاء الدين من سكانها وهو غير صحيح إذ لا توجد قرية بهذا الاسم وإن حياته معروفة وواضحة ولو كانت هنالك قرية بهذا الاسم لقيل النقشبندي لا النقشبند.
وأنه روج الذكر الخفي من أجل دوام المذكور في القلب ونقشه في الباطن. ومن اسمائه: محمد بهاء الدين الاويسي البخارى وهو يوضح انه من«البخارى» ولكن مامعنى الاويسي؟ يقول مؤلف كتاب«تاريخ التصوف في كردستان» نقلا عن كتاب«تاريخ السليمانية» لامين زكي، سمي أويسياً لأن خُلُقِه في التصوف هو خُلُق الأويس القُرني لذلك سمي أويسياً.
وأن المشايخ الذين توصلوا عن طريق المشايخ المتوفين أو المشايخ الذين لم يلتقوا بهم جسديا وتربوا على ايديهم معنويا وليس جسديا يسمون بـ«الاويسي» فكما أن أويس القرني حرم من نعمة اللقاء بالرسول صلى الله عليه وسلم وحظى بروحانيته وبركاته.
وهكذا يمكن ان يستفيد المشايخ من مشايخ توفوا أو لم يلتقوا بهم وهم احياء.
وحيث ان النقشبند قد تلقى التربية الروحية كما قال في وصف رحلته الروحية، من روحانية الخواجة عبد الخالق الغجدواني، وكان أمير كولال قد اعترف بانه قد اوصله إلى مقام معين قدر طاقته، وقد رفعته روحانية الشيخ الغجدواني المتوفى قبل بهاء الدين بسنين طويلة إلى هذا المقام الكبير، فهو على هذا الأساس اويسي المشرب لذلك يقال له «بهاء الدين الاويسي».
ولذلك أيضا يقال أن سلسلة بهاء الدين النقشبند تصل إلى النبي (صلى الله عليه وسلم) بعد عشرة من المشايخ ويقع أمير كولال، والسماسي، وعلى رامتيني ومحمود إنجير فغنوي وعارف ريوكري بين بهاء الدين«الغجدواني» فما دامت روحانية الغجدواني هي التي ربت بهاء الدين النقشبند فيعتبر مرشدا له. وهذا المقام الاويسي لم يكن خاصا به بل كذلك الشيخ حسن الخرقاني ومن المشهور أن روحانية البسطامي ربت الشيخ حسن المتوفى في 425 هـ وتوفي بايزيد في 261 هـ كمانه من المشهور أن البسطامي من تربية الإمام جعفرالصادق المتوفى في (148) هـ.
ويقول البعض: يوجد شخصان باسم بايزيد أحد هما عاش في زمن الإمام جعفر وأقصد بذلك توضيح معنى«الاويس» والا فان هؤلاء المشايخ الكبار قصدوا الله سبحانه وهو حاضر في كل مكان وهادي عبده «واتقوا الله ويعلمكم الله».
ومن كان له مرشد كبير مثل أمير كولال وقال اني اعطيتك كل ما أملك وأخرجتك من القالب البشري، وهذه إشارة إلى مقام البقاء بعد الفناء، فإنه يستطيع بعد ذلك شق طريقه والله سبحانه قادر على ان يأمر روحانية رجل صالح لتربية الاخرين.
ومن كبار المشايخ الذين أوصلهم النقشبند، الخواجة يعقوب الجرخي المتوفى في سنة 852 وهو واحد من فرسان طريق الهداية والإرشاد وأوصل مئات من السالكين إلى غاياتهم.
وان اقوال بهاء الدين النقشبند في الإشارات وأسرار الطريقة وفي الإرشاد تكفي لتوضيح هذه الميادين الصوفية ومن أراد الأطلاع على الطريقة النقشبندية وكبار مشايخها فعليه مطالعة هذه الكتب:

## وفاته
لما مرض الشيخ بهاء الدين شاه نقشبند مرضه الأخير، دخل خلوته وأخذ مريدوه يتوافدون إليه ويلازمونه؛ فكان يوصي كلا منهم بما يناسبه. وقال الشيخ علاء الدين العطار: «كنا نقرأ عند احتضار حضرة الشيخ رضي الله عنه «سورة يس» فلما بلغنا نصفها شرعت الأنوار تسطع، فاشتغلنا بالذكر، فتوفي رحمه الله». وكان ذلك ليلة الاثنين ثالث شهر ربيع الأول سنة 791 ه، الموافقة 1388 م، وكان عمره أربع وسبعون سنة. ودفن في بستانه كما أوصى في بخارى بأوزبكستان.

## وصلات خارجية
شمس الشموس - موقع الطريقة النقشبندية الحقانية